# Boris van Schuppen
Boris van Schuppen (Breda, 22 november 2001) is een Nederlands voetballer die doorgaans speelt als middenvelder. In juli 2024 verruilde hij NAC Breda voor FC Eindhoven.

## Clubcarrière
Van Schuppen speelde in de jeugd van Irene '58 en JEKA, voor hij in 2012 opgenomen werd in de opleiding van NAC Breda. Hier tekende hij in februari 2021 zijn eerste professionele contract. Van Schuppen maakte op 8 augustus 2021 zijn professionele debuut namens NAC in de eerste speelronde van de Eerste divisie in het seizoen 2021/22. Op bezoek bij VVV-Venlo moest hij van coach Edwin de Graaf als reservespeler aan het duel beginnen. Hij zag vanaf de reservebank teamgenoot Ralf Seuntjens de score openen en daarna verspeelde NAC die voorsprong door een treffer van Brian Koglin en een eigen doelpunt van Colin Rösler. Elf minuten voor tijd mocht Van Schuppen invallen voor Pjotr Kestens en in de blessuretijd scoorde hij op aangeven van Seuntjens de 2–2.
Eind maart 2023 werd bekend dat Van Schuppen NAC waarschijnlijk die zomer zou verlaten met een aflopende verbintenis. Een kleine maand later raakte hij op een training geblesseerd aan zijn knie. Deze blessure zou hem waarschijnlijk voor de rest van het kalenderjaar uit de roulatie houden. Het aflopende contract van Van Schuppen werd in juni 2023 met een jaar verlengd, met een optie op twee seizoenen extra. In maart 2024 keerde hij terug van zijn blessure. De optie in zijn contract werd niet gelicht, waardoor hij in de zomer van dat jaar voor een seizoen plus een optie op een jaar extra bij FC Eindhoven kon tekenen.
Bij zijn nieuwe club stond hij na zevenentwintig wedstrijden op negen doelpunten en tien assists. Hierop lichtte de club de optie in zijn contract.

## Clubstatistieken
| Seizoen | Club         | Competitie     | Competitie | Competitie | Beker | Beker | Internationaal | Internationaal | Nacompetitie | Nacompetitie | Totaal | Totaal |
| Seizoen | Club         | Competitie     | Wed.       | Dlp.       | Wed.  | Dlp.  | Wed.           | Dlp.           | Wed.         | Dlp.         | Wed.   | Dlp.   |
| ------- | ------------ | -------------- | ---------- | ---------- | ----- | ----- | -------------- | -------------- | ------------ | ------------ | ------ | ------ |
| 2021/22 | NAC Breda    | Eerste divisie | 35         | 6          | 4     | 0     | —              | —              | 2            | 0            | 41     | 6      |
| 2022/23 | NAC Breda    | Eerste divisie | 12         | 0          | 2     | 0     | —              | —              | 0            | 0            | 14     | 0      |
| 2023/24 | NAC Breda    | Eerste divisie | 3          | 0          | 0     | 0     | —              | —              | 0            | 0            | 3      | 0      |
| 2024/25 | FC Eindhoven | Eerste divisie | 28         | 10         | 1     | 0     | —              | —              | —            | —            | 29     | 10     |
| Totaal  | Totaal       | Totaal         | 78         | 16         | 7     | 0     | 0              | 0              | 2            | 0            | 87     | 16     |

Bijgewerkt op 8 april 2025.